# Добуток схем
У алгебричній геометрії, добуток двох схем (точніше двох схем над деякою базовою схемою) є аналогом добутку кілець, векторних просторів, топологічних просторів для категорії схем. Добуток схем є однією з найважливіших конструкцій у теорії схем і основою для інших важливих конструкцій, зокрема заміни бази, шару.

## Означення
Для фіксованої схеми {\displaystyle S} (що називається базовою схемою) можна розглядати категорію {\displaystyle S}-схем. Нехай {\displaystyle X,Y} — дві {\displaystyle S}-схеми. Розшарованим добутком {\displaystyle X,Y} над {\displaystyle S} називається розшарований добуток {\displaystyle X\to S}, {\displaystyle Y\to S} у категорії {\displaystyle S}-схем. Більш конкретно, розшарованим добутком {\displaystyle X,Y} над {\displaystyle S} називається {\displaystyle S}-схема {\displaystyle X\times _{S}Y}, і морфізми (морфізми проєкції) {\displaystyle p:X\times _{S}Y\to X}, {\displaystyle q:X\times _{S}Y\to Y,} що задовольняють універсальну властивість:
Для всіх {\displaystyle S}-схем {\displaystyle Z} і для всіх пар морфізмів {\displaystyle S}-схем {\displaystyle f:Z\to X} і {\displaystyle g:Z\to Y} існує єдиний морфізм {\displaystyle h:Z\to X\times _{S}Y} для якого {\displaystyle f=ph} і {\displaystyle g=qh}.
Для категорії {\displaystyle S}-схем розшарований добуток {\displaystyle (X\times _{S}Y,p,q)} існує і є єдиним з точністю до ізоморфізму.
Єдиність такого об'єкту випливає із означення, існування доводиться із існування розшарованого добутку двох афінних схем. Для цього використовується те, що тензорний добуток алгебр над кільцем {\displaystyle A} є кодобутком у категорії {\displaystyle A}-алгебр, що є оберненою до категорії афінних {\displaystyle S}-схем, де {\displaystyle S={\rm {Spec}}A}.

## Основні властивості
- Для всіх {\displaystyle S}-схем {\displaystyle Z}, відображення

задане як {\displaystyle h\mapsto (ph,qh)} є бієкцією.
- Якщо {\displaystyle X={\rm {Spec}}A,Y={\rm {Spec}}B} і {\displaystyle S={\rm {Spec}}R} є афінними, то {\displaystyle X\times _{S}Y={\rm {Spec}}(A\otimes _{R}B)} і морфізми проєкції {\displaystyle p,q} породжуються гомоморфізмами кілець {\displaystyle A\to A\otimes _{R}B}, {\displaystyle B\to A\otimes _{R}B} заданими як {\displaystyle a\mapsto a\otimes 1} і {\displaystyle b\mapsto 1\otimes b}.
- Якщо {\displaystyle U,V} є відкритими множинами у {\displaystyle X,Y} відповідно, то {\displaystyle U\times _{S}V=p^{-1}(U)\cap q^{-1}(V)}, і морфізми проєкції {\displaystyle U\times _{S}V} є обмеженнями проєкцій {\displaystyle p,q}.
- Для розшарованих добутків існують канонічні ізоморфізми

- Якщо {\displaystyle Y} є {\displaystyle Z}-схемою, то існує канонічний ізоморфізм

## Приклади
- Якщо {\displaystyle A,B} є алгебрами над полем {\displaystyle k} то {\displaystyle {\rm {Spec}}A\times _{k}{\rm {SpecB}}} є афінною {\displaystyle k}-схемою асоційованою з {\displaystyle k}-алгеброю {\displaystyle A\otimes _{k}B}.
  - Якщо {\displaystyle A=k[T_{1},\ldots ,T_{n}]} і {\displaystyle B=k[S_{1},\ldots ,S_{m}]}, то {\displaystyle A\otimes _{k}B=k[T_{1},\ldots ,T_{n},S_{1},\ldots ,S_{m}]}. Тобто {\displaystyle {\mathbb {A} }_{k}^{n}\times _{k}{\mathbb {A} }_{k}^{m}={\mathbb {A} }_{k}^{n+m}}.
  - Якщо {\displaystyle A=k[T_{1},\ldots ,T_{n}]/I} і {\displaystyle B=k[S_{1},\ldots ,S_{m}]/J}, то {\displaystyle A\otimes _{k}B} є фактор-алгеброю {\displaystyle k[T_{1},\ldots ,T_{n},S_{1},\ldots ,S_{m}]} за ідеалом, породженим {\displaystyle I,J}.
- Добуток проєктивних прямих {\displaystyle {\mathbb {P} }_{k}^{1}} не є ізоморфним проєктивній площині {\displaystyle {\mathbb {P} }_{k}^{2}}. Цей добуток є ізоморфним до проєктивного многовиду {\displaystyle x_{0}x_{3}-x_{1}x_{2}=0} {\displaystyle {\mathbb {P} }_{k}^{3}}. Загалом добуток двох проєктивних многовидів є проєктивним многовидом (вкладення Сегре).
- {\displaystyle {\rm {Spec}}{\mathbb {C} }\times _{\mathbb {R} }{\rm {Spec}}\mathbb {C} } є алгебричний многовид над {\displaystyle \mathbb {R} } що має дві точки, тоді як кожна компонента {\displaystyle {\rm {Spec}}\mathbb {C} } лише одну.

## Топологія добутку схем
Точки {\displaystyle X\times _{S}Y} не є загалом точками декартового добутку множин {\displaystyle X\times Y} (як, наприклад, для добутку двох {\displaystyle {\rm {Spec}}\mathbb {C} } над {\displaystyle \mathbb {R} }).
Якщо {\displaystyle k} є алгебрично замкнутим то замкнуті точки {\displaystyle X\times _{k}Y} є у взаємно однозначній відповідності із декартовим добутком замкнутих точок у {\displaystyle X} і {\displaystyle Y}. Загалом топологія Зариського добутку {\displaystyle X\times Y} є сильнішою, ніж топологія добутку.
Наприклад, якщо {\displaystyle X=Y} є афінними прямими над {\displaystyle k} то {\displaystyle X\times _{k}Y} є афінною площиною {\displaystyle {\rm {Spec}}k[t,s]}. Відкрита у топології Зариського множина {\displaystyle D(t-s)} (що є доповненням діагоналі) не містить відкриту непорожню множину виду {\displaystyle U\times V} де {\displaystyle U,V} — відкриті підмножини у {\displaystyle {\mathbb {A} }_{k}^{1}}.

## Заміна бази
Поняття заміни бази є фундаментальним у теорії схем. Нехай {\displaystyle X\to S} є {\displaystyle S}-схемою і {\displaystyle T\to S} — морфізм схем. Тоді розшарований добуток {\displaystyle X\times _{S}T} із проєкцією на другу компоненту проєкція {\displaystyle q:X\times _{S}T\to T} є {\displaystyle T}-схемою, отриманою заміною бази через морфізм {\displaystyle T\to S}. Також ця {\displaystyle T}-схема позначається {\displaystyle X_{T}}. Більш загально, якщо {\displaystyle f:X\to Y} є морфізмом {\displaystyle S}-схем, морфізм {\displaystyle T\to S} індукує морфізм {\displaystyle f_{T}:X_{T}\to Y_{Y}} {\displaystyle T}-схема. Таким чином заміна бази індукує коваріантний функтор із категорії {\displaystyle S}-схем у категорію {\displaystyle T}-схем.
- Наприклад, якщо {\displaystyle B\to C} є гомоморфізмом кілець (комутативних з одиницею), то афінний простір {\displaystyle A_{C}^{n}} може бути побудований з {\displaystyle A_{B}^{n}} за допомогою заміни бази через морфізм {\displaystyle {\rm {Spec}}C\to {\rm {Spec}}B}.
- Якщо {\displaystyle K/k} є розширенням поля, {\displaystyle {\rm {Spec}}\ k[T_{1},\ldots ,T_{n}]/I} при застосуванні заміни бази через морфізм {\displaystyle {\rm {Spec}}K\to {\rm {Spec}}k} стає {\displaystyle {\rm {Spec}}\ (K[T_{1},\ldots ,T_{n}]/(I))}.
- При заміні бази з тим же морфізмом {\displaystyle {\rm {Proj}}\ k[T_{0},\ldots ,T_{n}]/I} стає {\displaystyle {\rm {Proj}}\ (K[T_{0},\ldots ,T_{n}]/(I))}.

У двох попередніх прикладах, заміна бази здійснюється за допомогою розширення поля. Цей процес називається розширенням базового (основного) поля або розширенням скалярів. Наприклад, невироджена проєктивна коніка стає ізоморфною до проєктивної прямої після сепарабельного квадратичного розширення базового поля.

## Шари морфізму
Нехай {\displaystyle f:X\to Y}— морфізм схем, а {\displaystyle y\in Y} — точка схеми. Шаром {\displaystyle f} над {\displaystyle y} називається підмножина {\displaystyle f^{-1}(y)} у {\displaystyle X}. За допомогою розшарованого добутку на цій підмножину можна ввести структуру схеми. Існує канонічний морфізм {\displaystyle {\rm {Spec}}k(y)\to Y}, де {\displaystyle k(y)} є полем лишків {\displaystyle Y} у точці {\displaystyle y}. Нехай {\displaystyle X_{y}:=X\times _{Y}{\rm {Spec}}\ k(y)}. З проєкцією на другу компоненту ця схема є {\displaystyle k(y)}-схемою. Проєкція {\displaystyle X\times _{Y}{\rm {Spec}}k(y)\to X} є гомеоморфізмом {\displaystyle X_{s}} і {\displaystyle f^{-1}(y)}. {\displaystyle k(y)}-схема {\displaystyle X_{y}} називається шаром {\displaystyle f} у точці {\displaystyle y}. {\displaystyle Y}-схему {\displaystyle X} можна розглядати як множину {\displaystyle k(y)}-схем, для усіх точок схеми {\displaystyle Y}.
Якщо {\displaystyle Y} є незвідною схемою із породжуючою точкою {\displaystyle \eta }, шар {\displaystyle X_{\eta }} називається породжуючим шаром відображення {\displaystyle f}. Якщо {\displaystyle y} є замкнутою точкою {\displaystyle Y}, шар {\displaystyle X_{y}} називається замкнутим шаром (або особливим шаром якщо {\displaystyle Y} є спектром кільця дискретного нормування).

### Приклади
- шари структурного морфізму афінного простору {\displaystyle {\mathbb {A} }_{Y}^{n}} над {\displaystyle Y} є афінними просторами {\displaystyle {\mathbb {A} }_{k(y)}^{n}}.
- Нехай {\displaystyle X={\rm {Spec}}(\mathbb {Z} [t,s]/(ts^{2}-p))} і {\displaystyle p} є фіксованим простим числом. Ця схема є {\displaystyle \mathbb {Z} }-схемою. Породжуючий шар є ізоморфним афінній прямій без початку координат над полем раціональних чисел оскільки {\displaystyle p} є оборотним у {\displaystyle \mathbb {Q} }. Подібно для простого числа {\displaystyle l} (що відповідає простому ідеалу {\displaystyle l\mathbb {Z} }) шар є ізоморфним афінній прямій без початку координат над скінченним полем {\displaystyle F_{l}} з {\displaystyle l} елементів. Натомість шар над {\displaystyle p,} що є рівним {\displaystyle {\rm {Spec}}F_{p}[t,s]/(ts^{2})} є об'єднанням двох афінних прямих над {\displaystyle F_{p},} що перетинаються у точці.
- Нехай {\displaystyle L/K} — розширення числових полів і {\displaystyle O_{K},O_{L}} — їх кільця цілих чисел. Нехай {\displaystyle f:{\rm {Spec}}O_{L}\to {\rm {Spec}}O_{K}} породжується включенням кілець цілих чисел. Розширення {\displaystyle L/K} є нерозщеплюваним над простим ідеалом {\displaystyle {\mathfrak {p}}} кільця {\displaystyle O_{K}} тоді і тільки тоді, коли шар {\displaystyle f} над {\displaystyle {\mathfrak {p}}} є редукованою схемою.
- Якщо {\displaystyle E} є еліптичною кривою над {\displaystyle \mathbb {Z} }, її рівняння Веєрштраса задає проєктивну схему над {\displaystyle \mathbb {Z} } (а саме {\displaystyle {\rm {Proj}}\ \mathbb {Z} [X,Y,Z]/(Y^{2}Z+a_{1}XZY+a_{3}Z^{2}Y-(X^{3}+a_{2}X^{2}Z+a_{4}XZ^{2}+a_{6}Z^{3})}). Шар над простим числом {\displaystyle p} (тобто над ідеалом {\displaystyle p\mathbb {Z} } у {\displaystyle {\rm {Spec}}\mathbb {Z} }) є проєктивною кривою над полем {\displaystyle F_{p}} і називається редукцією {\displaystyle E} mod {\displaystyle p}.